# USS Harrison (DD-573)
L'USS Harrison (DD-573) est un destroyer de classe Fletcher ayant servi dans la marine américaine. C'est le second navire de la Navy à être ainsi nommé, et le premier à être baptisé en l'honneur du capitaine Napoleon Harrison (en) (1823-1870).
L'USS Harrison fut lancé le 4 mai 1942 par le chantier naval Consolidated Steel Corporation (en) d'Orange, au Texas, et parrainé par Mme Harry B.Hird. Il fut mis en service le 25 janvier 1943 sous le commandement du capitaine C.M. Dalton.

## 1943
Après s'être entraîné dans le golfe du Mexique et les Caraïbes, l'USS Harrison escorta un navire marchand jusque dans la zone du canal de Panama puis mit le cap sur New York. Le navire rallia New York le 6 avril puis Charleston, en Caroline du Sud 2 jours plus tard. Il rejoignit ensuite un convoi allant de New York à Casablanca. Puis, le 1er juin, après plusieurs escales en mer Méditerranée, il fit route de retour à Charleston. L'USS Harrison suivit ensuite des entraînements de lutte anti-sous-marine dans la mer des Caraïbes aux côtés du porte-avions USS Yorktown (CV-10) puis assura un service d'escorte dans la zone jusqu'au 22 juillet 1943.
L'USS Harrison fut affecté aux alentours de juin 1943 à la United States Pacific Fleet (Troisième et Septième flottes de l'US Navy), pour prendre part à la guerre amphibie qui se profilait. Le 22 juillet, le navire quitta la base navale de Norfolk aux côtés du porte-avions USS Lexington (CV-16). Il atteignit Pearl Harbor le 9 août. Débutèrent alors les entraînements aux importantes opérations amphibies à venir. Sa mission consistait à protéger les porte-avions tandis que leurs appareils s'attaquaient aux îles contrôlées par l'Empire japonais. Le groupe des forces opérationnelles partit le 22 août en mission contre l'île Minamitori (Marcus Island) et les atolls Wake et Tarawa. Le trajet fut entrecoupé de courtes escales de ravitaillement à Pearl Harbor.  À la suite de ces premières opérations, l'USS Harrison partit en mission le 21 octobre dans les îles Salomon, où se déroulaient des combats acharnés sur terre comme sur mer.
Il rallia l'île d'Espiritu Santo du Vanuatu (anciennement la colonie franco-britannique Nouvelles-Hébrides) le 4 novembre et, 3 jours plus tard, fit route vers la baie de l'Impératrice Augusta, de l'île Bougainville, pour protéger les transports de troupes de renforts. Il patrouillait au large de la baie où le Corps des Marines des États-Unis avait débarqué le 1er novembre, quand, dans la nuit du 8 au 9 novembre, l'armée japonaise attaqua brutalement à l'aide de bombardiers en piqué et de bombardiers-torpilleurs. Un des bombardiers au moins fut abattu par les artilleurs de l'USS Harrison. Le destroyer appareilla le 14 novembre vers les îles Gilbert pour de nouvelles opérations de surveillance des transports de troupes d'assaut qui devaient débarquer dès le 20 novembre. L'USS Harrison patrouillait toujours au large lors de la bataille de Tarawa, et il continua jusqu'au 29 novembre, date à laquelle il partit patrouiller au large de l'île Makin (voir Bataille de Makin). Le 7 décembre, le navire fit route vers Funafuti où il participa à des entraînements avant de jeter l'ancre à Pearl Harbor, le 1er janvier 1944. Il croisa dans les eaux d'Hawaï pendant presque tout le mois de janvier, participant à des entraînements de tirs d'appui visant à se préparer à l'invasion des îles Marshall.

## 1944
Le 22 janvier, l'USS Harrison partit aux côtés de la Force d'Attaque du Sud et, le 31 janvier, il parvint au large de l'île Kwajalein. Il escorta les cuirassés USS New Mexico (BB-40) et USS Mississippi (BB-41) pendant que ceux-ci bombardaient des installations portuaires et fit feu pour couler un petit navire-citerne de la Marine impériale japonaise qui tentait de s'enfuir. Le 4 février, tandis que les Marines débarquaient à Kwajalein et prenaient position sur les nombreuses autres îles de l'atoll, l'USS Harrison pénétrait dans le lagon pour effectuer des tirs d'appui de proximité. Il passa les 4 semaines suivantes soit en patrouille au large, soit au mouillage dans le lagon. Enfin, le 1er mars, il leva l'ancre pour Éfaté (Vanuatu).
Le destroyer rallia Éfaté le 7 mars. Après une courte pause, il surveilla un groupe des forces opérationnelles pendant le pilonnage de Kavieng (Nouvelle Irlande) du 20 mars. Dès son retour à Éfaté, le 25 mars, il rejoignit une flotte d'environ 200 navires prêts à participer à l'une des plus grosses opérations jamais tentées dans le sud-ouest du Pacifique : occuper Hollandia. L'USS Harrison arriva en Nouvelle-Guinée le 1er avril pour prendre part à des opérations de patrouille et d'escorte. Le 19 avril, il mit le cap sur la baie d'Humbolt (aujourd'hui baie de Teluk Yos) paré pour l'assaut. Les porte-avions, protégés par les destroyers, bombardèrent les aérodromes ennemis, contribuant ainsi au succès du débarquement. Puis, le 11 mai, l'USS Harrison rallia Port Purvis. S'ensuivit alors un mois d'entraînements et de patrouilles.
L'étape suivante dans la campagne en Micronésie consistait à conquérir les Îles Mariannes. Aussi, l'USS Harrison se dirigea le 4 juin vers les îles Marshall pour se préparer à cette opération.  Arrivé le 8 juin à Kwajalein, il prit part à des patrouilles et à des opérations de préparation jusqu'au 17 juin, date à laquelle il appareilla vers Guam. L'USS Harrison arriva le 21 juin et offrit des tirs d'appui aux Marines à terre. Il patrouilla également dans les zones de transport de troupes. Cette opération permit de faire une percée au cœur même de la défense de l'Empire japonais, et, lors de la bataille de la mer des Philippines, conduisit à sonner le glas de son aéronautique navale. Le 16 août, l'USS Harrison fit route de retour à Espiritu Santo en passant par Eniwetok.
Le 22 août, l'USS Harrison appareilla vers la Nouvelle-Guinée, où il effectua des tirs de soutien pour couvrir le débarquement du 15 septembre commandé par le contre-amiral Barbey sur l'île de Morotai. Après avoir participé à la construction de la vaste base aérienne sur cette île, le destroyer rejoignit une Task Force plus grande positionnée dans la baie d'Humbolt. Le 13 novembre, il partit pour une des opérations les plus considérables de cette guerre, la campagne des Philippines. Le 20 octobre, l'USS Harrison arriva au large de l'île de Leyte et se mit en position pour un bombardement de soutien aux troupes au sol pendant les premières phases du combat. Il fut ensuite déployé pour des missions d'escorte dans le golfe de Leyte déjà surpeuplé, avant de retourner à la baie d'Humbolt le 23 octobre.

## 1945
Le 1er novembre 1944, après les longs mois passés sur le Front du Pacifique, l'USS Harrison appareilla vers le Mare Island Naval Shipyard (centre de construction et de réparation navales de l'US Navy, en Californie), qu'il atteignit le 24 novembre 1944 après une escale à Pearl Harbor. Il y demeura jusqu'à son départ, le 20 janvier 1945, en direction de Pearl Harbor. Puis, l'USS Harrison rallia Ulithi le 7 février et rejoignit la célèbre Task Force 38 (alors Task Force 58 de la Cinquième flotte) de l'amiral Marc Mitscher. Trois jours plus tard, il fit route aux côtés des porte-avions USS Hornet (CV-12) et USS Wasp (CV-18), entre autres, pour mettre à exécution le premier bombardement sur le sol de l'Empire japonais depuis le raid de Doolittle en 1942. Tout en observant la plus grande discrétion afin de ne pas mettre en péril l'opération, les porte-avions et leurs escorteurs arrivèrent au large du Japon le 16 février et lancèrent une série de bombardements systématiques dans la région de Tokyo. Après ces attaques, la flotte se dirigea vers le Sud pour couvrir le débarquement à Iwo Jima programmé pour le 19 février. Elle patienta à l'est de l'île avant de repartir le 25 février pour un autre raid sur Tokyo. Après un ravitaillement en mer – ce qui permettait aux porte-avions d'avoir une remarquable mobilité et une puissante force de frappe – les navires mirent le cap sur Okinawa le 1er mars, pour effectuer des reconnaissances photographiques aériennes. Une fois leur mission remplie, l'USS Harrison et les autres membres de la Task Force retournèrent sur Ulithi le 5 mars 1945.
Puis, le 14 mars, la Task Force quitta une nouvelle fois Ulithi pour apporter son soutien lors de la bataille d'Okinawa, dernière étape avant l'invasion des îles principales du Japon. Les 18 et 19 mars, les forces aériennes des porte-avions bombardèrent massivement l'île d'Okinawa, lui infligeant de sérieux dégâts, afin de préparer le terrain pour le débarquement. L'USS Harrison abattit alors un deuxième avion des forces ennemies.  En même temps, les aérodromes japonais des îles principales étaient eux aussi bombardés. La résistance aérienne au-dessus d'Okinawa pendant l'assaut initial en fut considérablement réduite. Le 1er avril, les Marines débarquèrent en force tandis que les escadres de porte-avions ainsi que leurs destroyers se positionnaient pour assurer le soutien des forces d'invasion. Les forces opérationnelles de la marine impériale japonaise préparèrent une sortie autour du cuirassé Yamato pour défendre les plages d'Okinawa. Alors, la Task Force 58 lança une vague d'assaut décisive et coula le Yamato ainsi que 5 autres bâtiments, elle-même ne subissant que des pertes minimes.
Pendant les opérations au large d'Okinawa, l'USS Harrison fut la cible d'attaques kamikazes de plus en plus nombreuses. Les artilleurs de l'USS Harrison abattirent deux avions suicide le 6 avril, et protégèrent les porte-avions lors des innombrables attaques durant les jours qui suivirent l'invasion. Le 30 avril, le destroyer d'escorte retourna à Ulithi pour un bref répit. Il appareilla de nouveau le 9 mai pour apporter un soutien stratégique aux forces américaines, se battant contre Okinawa farouchement défendue. La Task Force, faisant dorénavant partie de la troisième flotte américaine, continua d'apporter son soutien, y compris par des bombardements épisodiques contre le Japon, et ce jusqu'au violent cyclone de juin.  L'USS Harrison réussit à échapper à cette tempête, qui se déchaîna le 5 juin et fit perdre sa proue à l'USS Pittsburgh (CA-72). Les navires relâchèrent dans le golfe de Leyte le 11 juin pour réparer les dégâts.
Le 1er juillet, le ravitaillement effectué, la Task Force fit de nouveau route vers le Japon. Durant les deux mois suivants, l'USS Harrison, au côté des autres destroyers d'escorte, dut résister aux attaques aériennes de représailles du Japon, ce dernier étant lui-même dévasté par les bombardements aériens. Se ravitaillant en mer, les porte-avions bombardèrent sans interruption les îles principales de l'archipel. L'USS Harrison, aux côtés de quatre croiseurs et de cinq autres destroyers, partit également croiser le long de la côte nord de Honshū, en effectuant des balayages radar anti-navires. Cependant, à cause du mauvais fonctionnement manifeste de leurs torpilles, les bâtiments de surface et les sous-marins américains ne purent atteindre aucune de leurs cibles. Dans la nuit du 30 au 31 juillet, l'USS Harrison et son escadre effectuèrent des balayages dans la baie de Suruga (près de Tokyo), sous le mont Fuji, et bombardèrent des gares de triage et une usine d'aluminium.
La Task Force 38 poursuivit ses attaques incessantes contre le Japon jusqu'à sa capitulation du 15 août 1945. Le 26 août, l'USS Harrison ralliait Guam puis Pearl Harbor, le 14 septembre. De là, le destroyer vétéran repartit aux côtés du porte-avions le USS Enterprise (CV-6) en direction de la zone du Canal de Panama puis de la côte est, et il atteignit Boston le 17 octobre 1945. Le 3 novembre, après les célébrations du Navy Day (Jour de la Marine) se déroulant à Boston, le navire rallia Charleston. Il fut retiré du service le 1er avril 1946 et il intégra la flotte de réserve de l'US Navy. En 1965, l'USS Harrison fut transféré à Philadelphie, puis en 1968, à Orange (Texas).
L'USS Harrison fut récompensé par 11 battle stars pour ses services pendant la Seconde Guerre mondiale.

## BAMCuauhtemoc(E-01)
Le 19 août 1970, le navire fut vendu en l'état, au Mexique. Il fut rebaptisé BAM Cuauhtemoc (E-01), en l'honneur du dernier empereur aztèque du Mexique : Cuauhtémoc (1502-1525). Il servit dans la Marine mexicaine jusqu'en 1982, date de son retrait du service.